# Katayama Sen

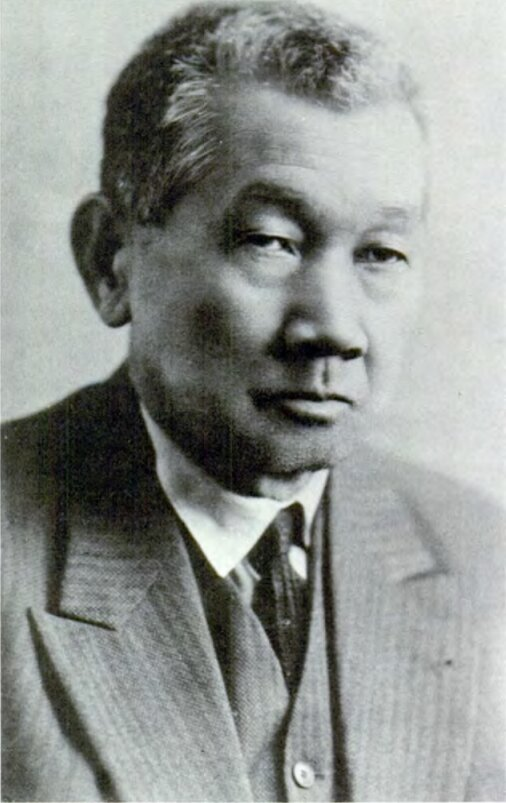
Katayama Sen

Katayama Sen, phiên âm tiếng Việt là Ca-tai-a-ma Xen (片山 潜, Hán-Việt: Phiến Sơn Tiềm, 26 tháng 12 năm 1859 – 5 tháng 11 năm 1933), tên khai sinh Yabuki Sugatarō (藪木 菅太郎, Tẩu Mộc Gian Thái Lang), là một trong những thành viên đầu tiên của Đảng Cộng sản Hoa Kỳ, đồng thời là người đồng sáng lập Đảng Cộng sản Nhật Bản năm 1922.

## Tiểu sử
Sugataro Yabuki là con thứ hai của Kunizo và Kichi Yabuki. Ông xuất thân trong một gia đình làm nghề nông, chào đời năm 1859 tại hạt Hideki, tức là quận Okayama của Nhật Bản sau này.
Ông đến kinh đô Tōkyō năm 1881, tại đây ông vào nghề công nhân ấn loát và bắt đầu học thêm tiếng Anh. Ông đến học Trường Đại học Yale (và cũng làm việc) ở Hoa Kỳ ba năm sau (1884). Để tìm hiểu phong trào thực tế của phong trào công nhân tại Vương quốc Anh, ông còn đến Luân Đôn về sau.
Trong thời gian sinh sống và học tập ở ngoại quốc, ông trở thành một người theo chủ nghĩa xã hội đồng thời là một tín đồ Ki-tô giáo.

### Lãnh đạo phong trào công nhân Nhật

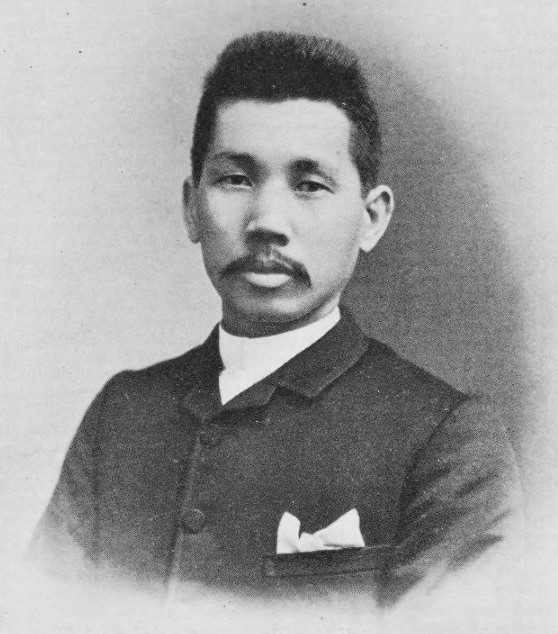
Katayama Sen năm 25 tuổi

Sen trở về Nhật Bản năm 1896. Từ năm 1897 đến năm 1901, ông biên tập báo Lao động thế giới (労働世界). Ông còn thiết lập Hội nghiên cứu chủ nghĩa Marx và vài tổ chức của giai cấp công nhân, mà công đoàn luyện kim là một ví dụ. Tháng 5 năm 1901, Đảng Xã hội Dân chủ Nhật Bản được ông thành lập, nhưng đảng đã tan rã không lâu sau đó. Năm 1904, trong lúc tham gia đại hội Đệ Nhị Quốc tế ở Amsterdam (Hà Lan), ông và nhà cách mạng Georgi Valentinovich Plekhanov (Nga) đã bắt tay nhau. Hai ông ra quyết nghị phản đối chiến tranh, giữa lúc chiến tranh sắp bùng nổ giữa hai đế quốc Nhật Bản và Nga.
Tháng 2 năm 1911, công nhân xe điện Tōkyō tổ chức bãi công, nhằm mục đích đòi tăng lương. Dưới sự lãnh đạo của Sen, bãi công giành thắng lợi, nhưng Sen bị bắt. Sau khi được phóng thích, ông rời Nhật đến California (Hoa Kỳ). Ông còn đến México và sau đó là Moskva, nơi ông được hoan nghênh như một vị lãnh tụ của phong trào Cộng sản Nhật. Ông trở thành uỷ viên Ban Chấp hành và uỷ viên Đoàn Chủ tịch Ban Chấp hành Đệ Tam Quốc tế năm 1922. Katayama Sen sống tại Liên bang Xô viết cho tới khi qua đời vào ngày 5 tháng 11 năm 1933 và được chôn cất ở Nghĩa trang tường Điện Kremli. 
Katayama Sen có hai đứa con với người vợ thứ nhất là Fude. Bà qua đời năm 1903, đến năm 1907 ông cưới Hari Tama. Bà này đã sinh hạ cho ông một đứa con gái khác.

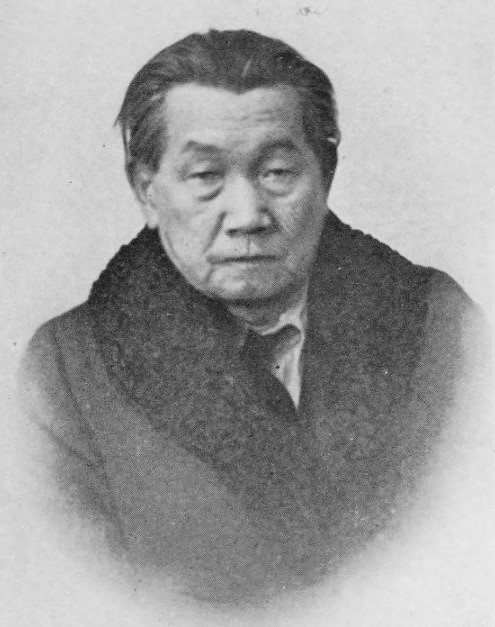
Katayama Sen, 1925

## Nhận định
Katayama Sen là vị lãnh tụ nổi tiếng của giai cấp công nhân trong lịch sử Nhật Bản. Ông người đầu tiên trong số những người đã truyền bá hệ tư tưởng Marxist đến Nhật. Với bản tính kiên cường, ông đã dẫn đầu cuộc đấu tranh của giai cấp công nhân chống lại chế độ quân phiệt Nhật. Ngoài ra, những vấn đề khác mà ông quan tâm là phong trào độc lập dân tộc, cùng với phong trào cộng sản tại các xứ thuộc địa và nửa thuộc địa.

## Hoạt động
- The Labor Movement in Japan. Chicago: Charles H. Kerr & Co., 1918.
- Japan and Soviet Russia Lưu trữ ngày 27 tháng 11 năm 2015 tại Wayback Machine, The People's Russian Information Bureau, 1919.

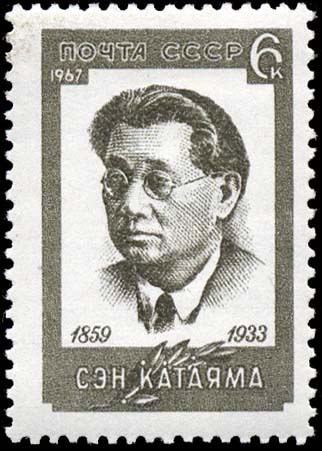
Postage stamp issued in the USSR in 1967, with a portrait of Sen Katayama (1859-1933).